# لويس كايتانو بيريرا كيمارايس جونيور
لويس كايتانو بيريرا كيمارايس جونيور (بالإنجليزية: Luís Caetano Pereira Guimarães Júnior)‏ (17 فبراير 1845، ريو دي جانيرو في البرازيل - 20 مايو 1898، لشبونة في البرتغال)؛ مؤلِّف، كاتب مسرحي، شاعر وروائي برازيلي.